# سیارک ۶۴۹۳
سیارک ۶۴۹۳ (به انگلیسی: 6493 Cathybennett، نامگذاری:1992CA) شش هزار و چهارصد و نود و سومین سیارک کشف شده‌است که در ۲ فوریه ۱۹۹۲ کشف شد.
قدر مطلق سیارک برابر ۱۳٫۱۰ است.